# ذرتو بالا
ذرتو بالا، روستایی در دهستان گهره بخش فین شهرستان بندرعباس در استان هرمزگان ایران است.

## جمعیت
بر پایه سرشماری عمومی نفوس و مسکن در سال ۱۳۹۵، جمعیت این روستا برابر با ۴۱ نفر (۱۲ خانوار) بوده است.